# Alen Pamić
Alen Pamić (ur. 15 października 1989 w Žmini – 21 czerwca 2013 w Maružinie) – chorwacki piłkarz występujący na pozycji pomocnika. W swojej karierze reprezentował barwy takich klubów jak NK Karlovac, HNK Rijeka, Standard Liège oraz Istra 1961. Od 2010 roku Chorwat miał problemy z sercem. 21 czerwca 2013 roku Pamić zmarł z powodu problemów z sercem. Syn Igora Pamicia, starszy brat Zvonko Pamicia.

## Statystyki kariery
(aktualne na dzień 5 czerwca 2013)
| Klub               | Sezon              | Liga               | Liga  | Liga   | Puchar kraju | Puchar kraju | Europa | Europa | Suma  | Suma   |
| Klub               | Sezon              | Liga               | Mecze | Bramki | Mecze        | Bramki       | Mecze  | Bramki | Mecze | Bramki |
| ------------------ | ------------------ | ------------------ | ----- | ------ | ------------ | ------------ | ------ | ------ | ----- | ------ |
| HNK Rijeka         | 2008/09            | Prva HNL           | 27    | 2      | 0            | 0            | 2      | 0      | 29    | 2      |
| HNK Rijeka         | 2009/10            | Prva HNL           | 26    | 3      | 0            | 0            | 3      | 0      | 29    | 3      |
| Standard Liège     | 2010/11            | Eerste klasse      | 0     | 0      | 0            | 0            | –      | –      | 0     | 0      |
| Istra 1961         | 2011/12            | Prva HNL           | 10    | 0      | 0            | 0            | –      | –      | 10    | 0      |
| Istra 1961         | 2012/13            | Prva HNL           | 14    | 1      | 0            | 0            | –      | –      | 14    | 1      |
| Ogólnie w karierze | Ogólnie w karierze | Ogólnie w karierze | 77    | 6      | 0            | 0            | 5      | 0      | 82    | 6      |